# San Tammaro
San Tammaro es un municipio situado en la provincia de Caserta, en Campania (Italia). Tiene una población estimada, a fines de junio de 2023, de 5719 habitantes.

## Demografía
| Gráfica de evolución demográfica de San Tammaro entre 1861 y 2023 |
|                                                                   |
| Fuente: ISTAT - Elaboración gráfica de Wikipedia                  |